# Thomas C. Kinkaid
Pour les articles homonymes, voir Kinkaid.
Thomas Cassin Kinkaid, né le 3 avril 1888 à Hanover et mort le 17 novembre 1972 à Bethesda, est un amiral américain de la Seconde Guerre mondiale. Il a notamment participé en tant que commandant de la Task Force 16 qui comprenait l'USS Enterprise, aux combats devant Guadalcanal à partir d'août 1942, et a commandé la VIIe Flotte ("la Marine de MacArthur") de fin 1943, jusqu'après la fin de la guerre.

## Biographie
Thomas Cassin Kinkaid est né à Hanover, dans le New Hampshire, le 3 avril 1888, il est le deuxième enfant et le seul fils de Thomas Wright Kinkaid, un officier de marine, et de son épouse Virginia Lee née Cassin. À l'époque, Thomas Wright Kinkaid était en congé de l'US Navy et employé au Collège New Hampshire de l'Agriculture. Quand Thomas était seulement âgé d'un an, son père a été affecté à l'USS Pinta, et la famille a déménagé à Sitka, en Alaska, où un troisième enfant, Dorothy, est né en 1890. Au cours des années suivantes, la famille a déménagé successivement à Philadelphie en Pennsylvanie, à Norfolk en Virginie, à Annapolis dans le Maryland et à Georgetown, Washington.
Thomas fréquente l'école secondaire de l'Ouest pendant trois ans avant d'entrer dans une école préparatoire de l'Académie navale des États-Unis. Il a demandé un rendez-vous à Annapolis et l'a obtenu par l'entremise du président Theodore Roosevelt, et a été invité à passer l'examen d'admission. La Marine connaissait alors une période d'expansion, et le besoin en aspirants était le double de celui des deux années précédentes. Sur les 350 candidats qui ont passé l'examen, 283 ont été admis dans la promotion la plus importante depuis que l'Académie avait ouvert ses portes en 1845.
Kinkaid a été admis à l'Académie navale d'Annapolis comme aspirant (midship) en juillet 1904. En 1905, il a fait une croisière d'instruction sur le monitor USS Nevada (en). Il a également passé six semaines à bord du sloop à vapeur USS Hartford, sa seule expérience d'un navire à voile. Dans les années suivantes, il effectue ses croisières de formation sur le croiseur protégé USS Newark et le monitor USS Arkansas qui, bien que beaucoup plus récents, étaient à cette époque également obsolètes. Dans le classement de sortie de sa promotion en 1908, il se classe 136e sur 201.
Après avoir été embarqué sur le cuirassé USS Nebraska qui faisait partie de la Grande flotte blanche, avec laquelle, lors de sa circumnavigation, il visite la Nouvelle-Zélande et l’Australie, il obtient sa nomination comme enseigne de vaisseau (ensign), en 1911,
avec quelques mois de retard par rapport au reste de sa promotion.
En 1913, comme lieutenant (junior grade), il suit des cours de perfectionnement sur l'armement, qu'il doit interrompre lors de l'occupation de Vera Cruz par les États-Unis, pour rejoindre, dans les Caraïbes l'USS Machias (canonnière no 5), sur laquelle il participe à l'occupation de la République dominicaine, pendant laquelle il reçoit le baptême du feu.
En juillet 1916, l'enseigne Kinkaid rejoint l'USS Pennsylvania, le plus récent navire de guerre de l'U.S. Navy, en tant qu'observateur de tir. Il est promu lieutenant, en janvier 1917.

### Première Guerre mondiale et entre-deux-guerres

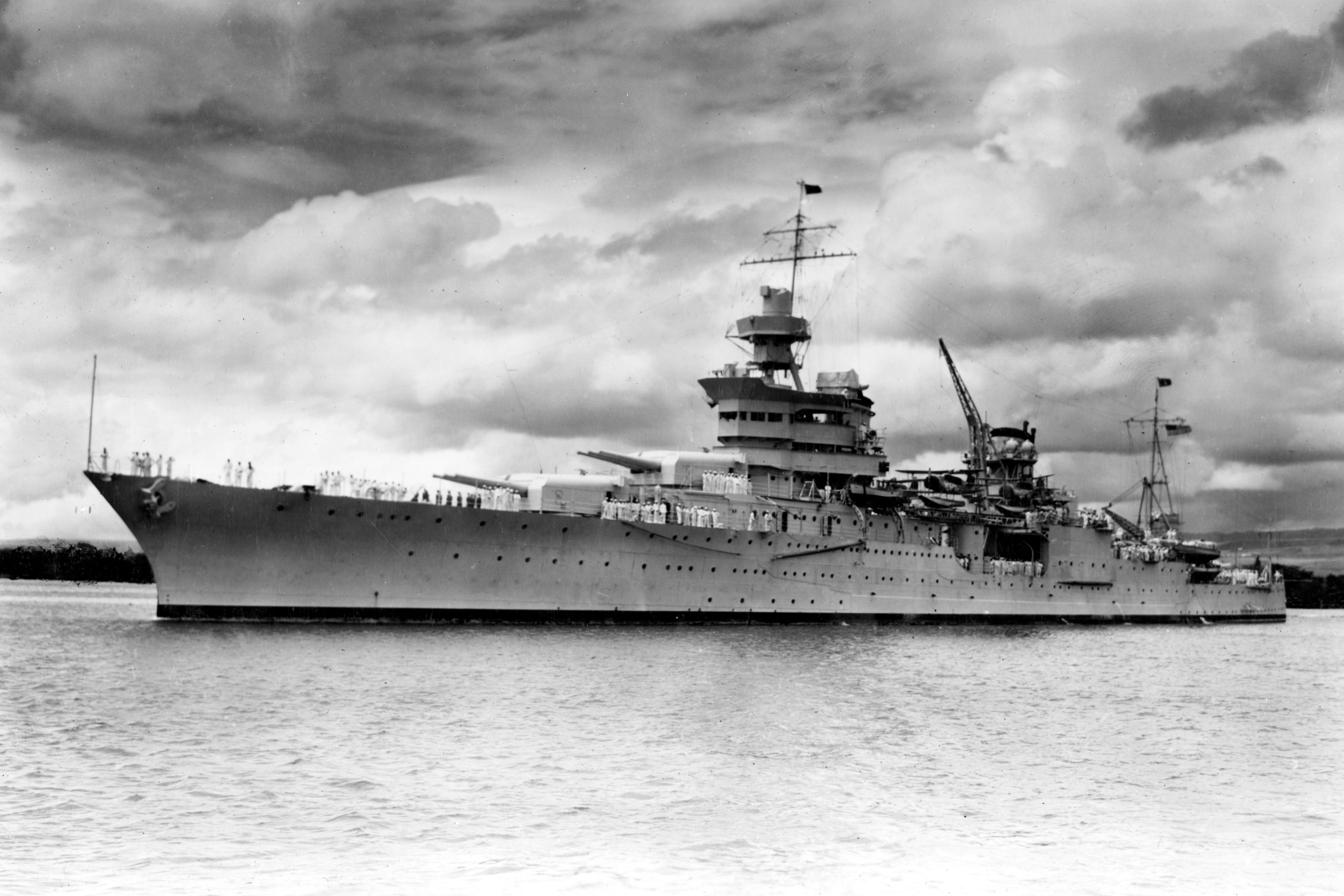
L' à Pearl Harbor, vers 1937

En 1917, il s'intéresse à la mise au point de télémètres pour l'U.S. Navy, et au cours d'un voyage en Europe, il teste un télémètre dans l'établissement de la base navale de Portsmouth, désigné comme HMS Excellent, à Whale Island, Hampshire. Il a visité des usines d'instruments d'optique à Londres, à York et à Glasgow pour étudier les télémètres de la Royal Navy. De retour aux États-Unis en janvier 1918, il a visité Sperry Gyroscope et Instruments Ford pour les consulter sur les systèmes de contrôle de tir. Promu au grade de lieutenant commander en février 1918, il est muté en Pennsylvanie, sur l'USS Arizona, sur lequel en mai 1919, il a participé à la couverture de l'occupation grecque de Smyrne.
En 1919, il est affecté au Bureau of Ordnance de l'U.S. Navy. Il a publié alors des articles sujets à controverses, sur l'artillerie navale ou la spécialisation des officiers de marine. Après un séjour au sein des forces navales américaines en Méditerranée orientale, qui s'achève lors de la fin du conflit avec la Turquie en 1924, il rentre aux États-Unis, et reçoit son premier commandement, le destroyer USS Isherwood. Promu commander en 19 26, il sert pendant deux ans comme officier d'artillerie de la Flotte, auprès du commandant en chef de la Flotte des États-Unis, puis suit les cours de l'École de guerre navale. Il rejoint ensuite le General Board de l'U.S. Navy, où il suit les négociations de la SDN, à Genève sur le désarmement naval, jusqu'en 1933.

De retour à Washington, il est nommé commandant en second du cuirassé USS Colorado.
Puis il est affecté au Bureau de la Navigation de l'U.S.Navy. Il est nommé capitaine de vaisseau (captain) en juin 1937, deux ans après ses camarades de promotion à Annapolis, Richmond K. Turner et Willis Lee. Il commande alors le croiseur USS Indianapolis. En novembre 1938, il est nommé attaché naval à Rome. En 1939, il est également accrédité auprès de l'ambassade américaine à Belgrade. Le captain Kinkaid a fait rapport de ce que l'Italie n'était pas préparée à la guerre. Peu de temps après, il a appris du comte Galeazzo Ciano que l'Italie déclarerait la guerre à la France et au Royaume-Uni entre le 10 et le 15 juin 1940. Il a fourni des rapports précis sur les coups portés par la Royal Navy, à la bataille de Tarente. Il est revenu aux États-Unis en mars 1941. Pour éviter de ne pas être promu contre-amiral, faute d'un temps de commandement à la mer suffisant, il accepte le commandement de la 8e escadre de destroyers, et, en août 1941, est le dernier de sa promotion, en temps et en rang de classement, à être promu contre-amiral.

### Seconde Guerre mondiale
Appelé à succéder au contre-amiral Fletcher en tant que commandant de la 6e division de croiseurs, composée des croiseurs lourds USS  Astoria, Minneapolis et San Francisco, qui faisait partie de la Troisième flotte américaine, basée à Pearl Harbor, mais arrivé à Hawaï après l'attaque japonaise, le contre-amiral Kinkaid est resté auprès du commandant en chef de la Flotte américaine, l'amiral Kimmel, son beau-frère, qui était marié à sa sœur Dorothy. Le contre-amiral Kinkaid a accompagné le contre-amiral Fletcher en tant qu'observateur à l'île de Wake, et a pris officiellement le commandement de la division le 29 décembre 1941.

#### À la tête des croiseurs de la TF 17, à la bataille de la mer de Corail
Avec la perte des cuirassés à Pearl Harbor, le rôle de capital ships est passé aux porte-avions, alors que la mission principale des croiseurs est devenue de défendre les porte-avions contre les attaques aériennes. Les croiseurs du contre-amiral Kinkaid ont fait partie de la Task Force 11 du contre-amiral Fitch, qui a été constituée autour de l'USS Lexington. Le 1er mai 1942, la TF 11 rallie la TF 17, constituée aux ordres du contre-amiral Fletcher, autour du porte-avions USS Yorktown, et le contre-amiral Kinkaid devient commandant du Task Group d'Attaque au sein de la TF 17 (TG 17.2).
La tactique d'emploi des porte-avions est encore balbutiante, alors qu'il n'y a encore eu aucun engagement « au-delà de l'horizon ». L'aviation embarquée peine à repérer et à identifier les principales forces ennemies. La Task Force 17 a attaqué les forces japonaises qui débarquaient à Tulagi, puis elle a attaqué et coulé, le 7 mai, un porte-avions léger, le Shoho, croyant avoir affaire à un porte-avions lourd. En riposte, les grands porte-avions japonais ont cru repérer un porte-avions et un croiseur. Ils sont passés à l'attaque et ont coulé un pétrolier et un destroyer,... Quant aux croiseurs, dont la vitesse maximale n'est pas supérieure à celle des porte-avions, ils peinent à se maintenir en position d'écran anti-aérien des porte-avions manœuvrant à grande vitesse. Si la destruction du Shoho a eu une conséquence stratégique importante en ce qu'elle a conduit les Japonais à différer leur attaque sur Port-Moresby, les combats du 8 mai entre grands porte-avions se sont plutôt soldés par une victoire « aux points » pour les Japonais, avec la destruction de l'USS Lexington et des dégâts importants sur l'USS Yorktown, encore que les dommages infligés aux porte-avions de la classe Shokaku les ont mis hors de combat jusqu'après la bataille suivante, celle de Midway,. Pour sa participation à la bataille, Thomas Kinkaid a reçu la Navy Distinguished Service Medal (médaille de la Marine pour Service Distingué).
Le 11 mai 1942, le contre-amiral Kinkaid a été détaché avec les croiseurs USS Astoria, Minneapolis et New Orleans, et quatre destroyers, et a fait route vers Nouméa, tandis que le contre-amiral Fletcher a conduit le reste de la TF 17 à Tongatapu. Puis Kinkaid s'est dirigé vers le nord pour rejoindre la TF 16 du vice-amiral Halsey, qui arrivait de Pearl Harbor après le raid sur Tokyo, avant de regagner finalement Pearl Harbor. Les croiseurs du contre-amiral Kinkaid se sont ainsi trouvés rattachés au Task Group des Croiseurs (TG 16.2) aux ordres du contre-amiral Spruance. Mais lorsque celui-ci est désigné pour prendre le commandement de la TF 16, en raison de l'hospitalisation du vice-amiral Halsey, le commandement du TG 16.2 échoit au contre-amiral Kinkaid. Celui-ci va alors être l'un des quatre amiraux de l'U.S. Navy présents lors de la bataille de Midway, mais au cours de laquelle les croiseurs du contre-amiral Kinkaid ne se sont pas trouvés en première ligne.

#### Comme commandant de la TF 16, devant Guadalcanal

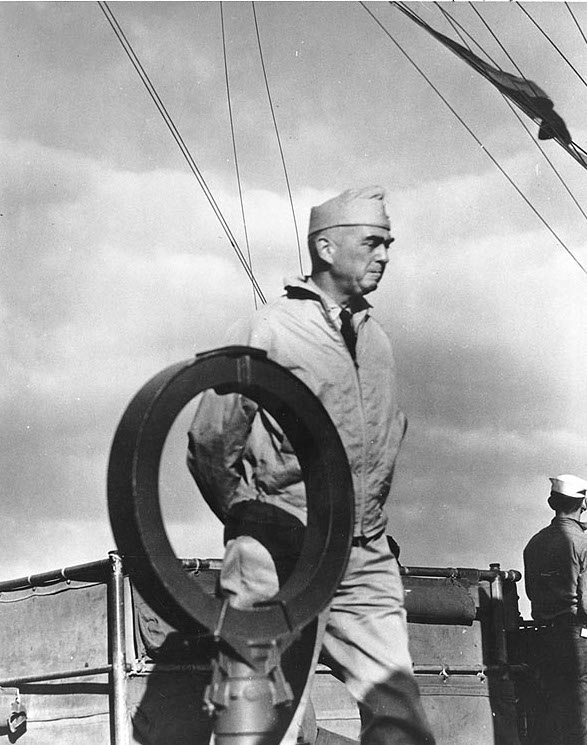
Le contre-amiral Thomas C. Kinkaid à bord de son navire amiral, l', le 22 juillet 1942.

Le contre-amiral Spruance étant devenu chef d'état-major de l'amiral Nimitz, commandant en chef de la Flotte du Pacifique (CINCPAC) et des zones océaniques du Pacifique (CINCPOA), en l'absence du vice-amiral Halsey, toujours malade, le contre-amiral Kinkaid est devenu commandant de la Task Force 16, constituée autour de l'USS Enterprise, bien qu'il ne soit pas un aviateur et que son expérience des porte-avions se soit limitée à la conduite de leurs écrans de croiseurs à la bataille de la mer de Corail et à la bataille de Midway.

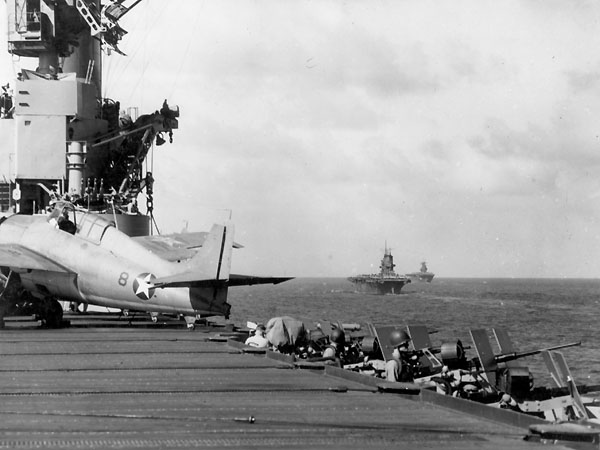
De gauche à droite, l’USS Wasp, l’ et l’ patrouillant à proximité de Guadalcanal (12 août 1942).

Au début juillet, il a été informé par l'amiral Nimitz des plans d'un débarquement dans le protectorat britannique des Salomon, où les Japonais avaient débarqué au début de la bataille de la mer de Corail. Pour l'opération Watchtower, la Task Force 16 a été l'une des trois Task Forces articulées autour de porte-avions, rassemblées sous le commandement du vice-amiral Fletcher. Les porte-avions ont couvert le débarquement des U.S. marines à Guadalcanal et à Tulagi sur Florida, le 7 août, mais le contre-amiral Fletcher a retiré les porte-avions dès le lendemain. Cette absence des porte-avions a facilité l'attaque menée le 9 août, par le vice-amiral Mikawa avec cinq croiseurs lourds et deux croiseurs légers, qui a abouti à la terrible défaite américaine de la bataille de l'île de Savo où trois croiseurs lourds américains et un australien ont été coulés. Mais ce sont les porte-avions qui se sont ensuite opposés au-dessus de Guadalcanal à l'aviation navale japonaise de la 11e Flotte aérienne, basée à terre près de Rabaul, jusqu'à la mise en service du terrain d'aviation Henderson, vers le 20 août.

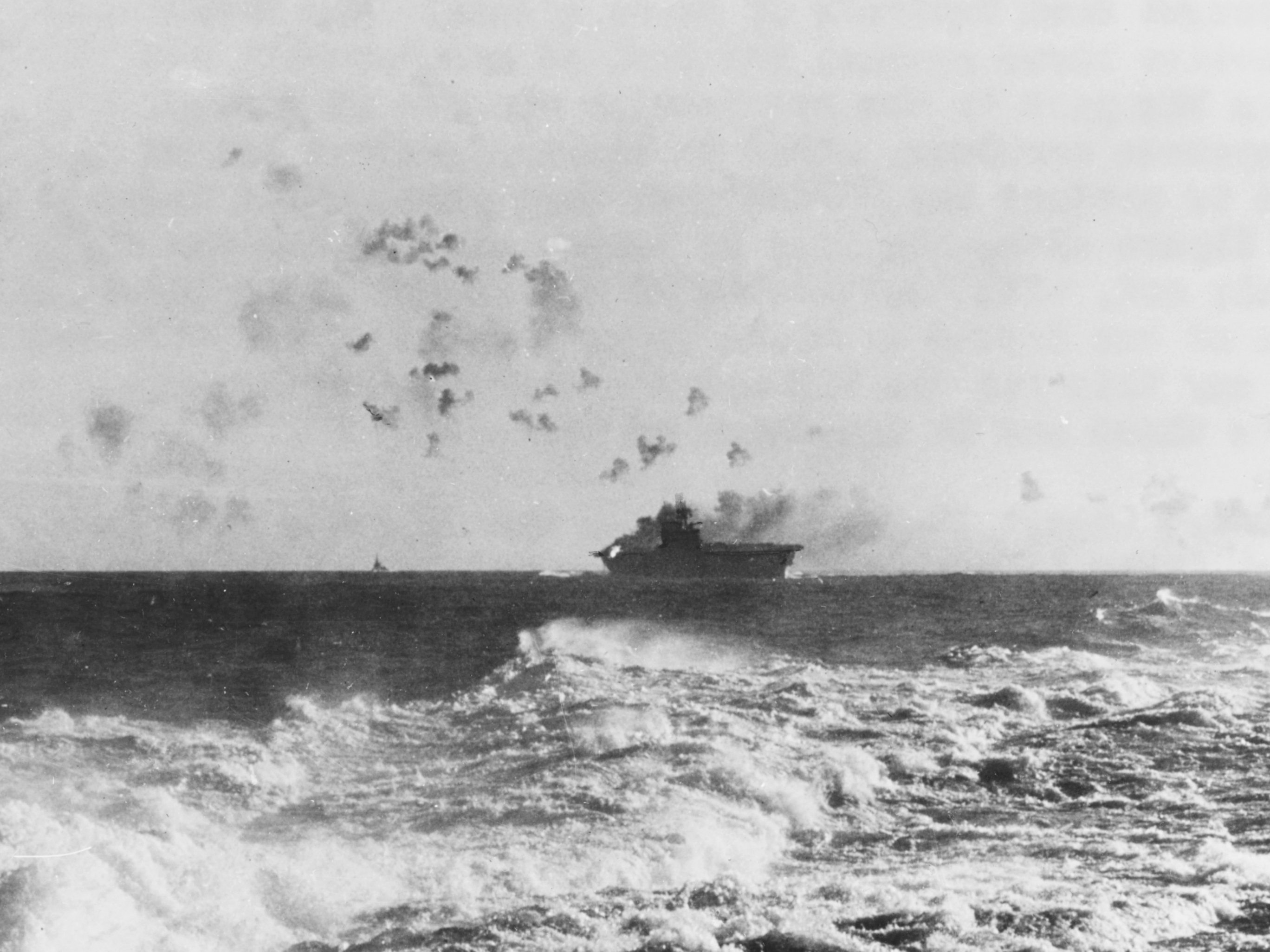
L'USS Enterprise, pendant la bataille des Salomon orientales, le 24 août 1942

Trois jours plus tard, une nouvelle et importante attaque japonaise a eu lieu, pour tenter de déloger les U.S. marines de Guadalcanl, avec le soutien de la 3e Flotte du vice-amiral Nagumo, de ses deux grands porte-avions de la classe Shokaku et du porte-avions léger Ryūjō. Mais le vice-amiral Fletcher et ses porte-avions avaient toujours pour mission de couvrir les approches des îles Salomon.
Pour protéger l'USS Entreprise, le contre-amiral Kinkaid disposait du cuirassé récent USS North Carolina, avec une batterie de défense contre avions éloignée de dix tourelles doubles de 127 mm, du croiseur lourd USS Portland, du croiseur antiaérien USS Atlanta, et de cinq destroyers
. L'affrontement du 24-25 août 1942 est connu comme la bataille des Salomon orientales. Lancé en avant-garde contre Henderson Field par le vice-amiral Kondō, le Ryūjō, repéré par l'aviation basée sur Guadalcanal, a été attaqué et coulé par l'aviation de l'USS Saratoga. Mais la disposition des navires au sein de la TF 16 s'avéra déficiente, avec les croiseurs sur l'avant du porte-avions et le cuirassé en arrière, qui se trouva distancé quand le porte-avions se mit à filer 30 nœuds, privant le porte-avions de son ombrelle anti-aérienne. L'aviation embarquée japonaise a ainsi pu placer trois bombes sur l'USS Enterprise, tuant 74 membres de l'équipage. Les efforts extraordinaires des équipes de sécurité ont permis au porte-avions de continuer à mettre en œuvre son groupe aérien, mais il a fallu le renvoyer à Pearl Harbor pour les réparations. Dans son rapport, après la bataille, le contre-amiral Kinkaid a recommandé que le nombre de chasseurs portés par chaque porte-avions soit augmenté. Pour sa part, il a reçu sa deuxième Navy Distinguished Service Medal.
Les sous-marins japonais ont prélevé en août et septembre un lourd tribut sur les bâtiments de l'US Navy, dans les eaux de Guadalcanal. Le 31 août, l'USS Saratoga a été torpillé et le vice-amiral Fletcher a été blessé. Le 15 septembre, le porte-avions USS Wasp et le cuirassé USS North Carolina ont été torpillés et l'USS Wasp, en flammes, a coulé. Avec l'USS Enterprise en réparation, la Navy ne disposait plus que d'un porte-avions, l'USS Hornet.

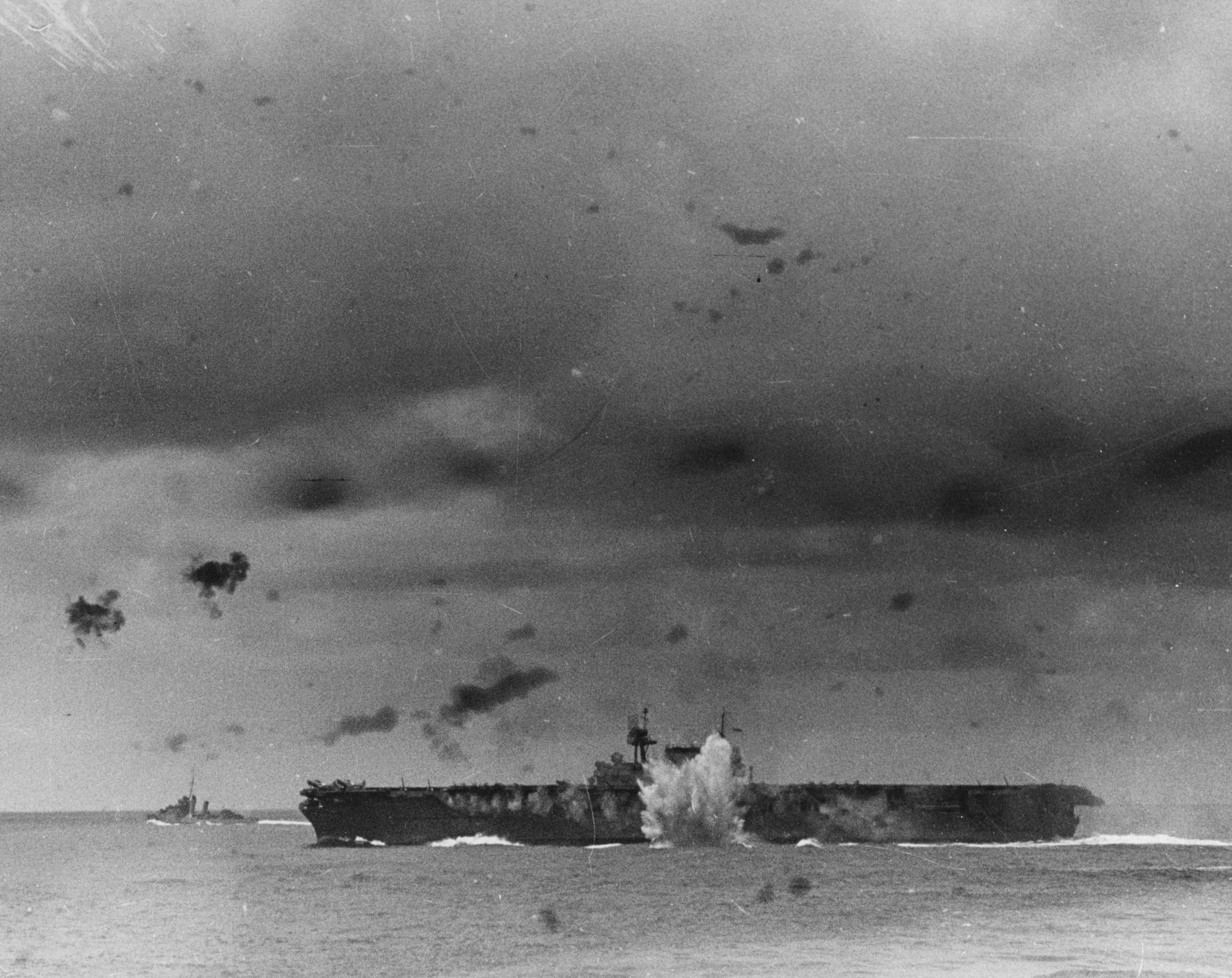
L'USS Enterprise, pendant la bataille des îles Santa Cruz, le 26 octobre 1942

Lorsqu'à la mi-octobre, l'USS Enterprise a été en mesure de reprendre la mer, la Task Force 16 est revenue dans le Pacifique Sud, au moment où le vice-amiral Halsey a été nommé commandant en chef de la Zone du Pacifique Sud, à Nouméa, le contre-amiral Kinkaid se trouvant le commandant supérieur à la mer. Au sein de la TF 16, l'USS North Carolina a été remplacé par le nouveau cuirassé USS South Dakota, et le croiseur USS Atlanta par l'USS San Juan. La Défense Contre Avions rapprochée de l'USS Enterprise avait été renforcée de quatre affûts quadruples Bofors de 40 mm. Les 2e et 3e Flottes japonaise faisant mouvement, pour appuyer une offensive contre Henderson Field, qui venait de subir plusieurs violents bombardements navals nocturnes, le vice-amiral Halsey a signalé au contre-amiral Kinkaid : « Attaquez ! Je répète : attaquez ! ». Ce fut la bataille des îles Santa Cruz, particulièrement disputée. Malgré les progrès de la Défense Contre Avions américaine (l'USS South Dakota fut crédité d'avoir abattu 23 avions japonais sur les 33 parvenus à portée), les USS Enterprise, South Dakota et San Juan ont été gravement endommagés, et le contre-amiral Kinkaid a dû prendre la décision de quitter le champ de bataille. Après ce repli, le porte-avions Jun'yō a accablé l'USS Hornet, déjà endommagé, qui a été coulé. Kinkaid a été critiqué pour la perte de l'USS Hornet, et c'est devenu une marque noire sur son dossier. Les Japonais ont célébré la victoire, mais les dégâts infligés par les porte-avions américains au Zuikaku et au Zuiho avaient été sensibles et leurs pertes en pilotes considérables. Mais surtout, le terrain d'Henderson Field a ainsi pu prendre sa part à l'échec sanglant de l'offensive terrestre japonaise, connue comme la bataille d'Henderson Field du 23 au 26 octobre.
À la mi-novembre, l'USS Enterprise a été en état d'intervenir dans les deux batailles navales décisives, qui ont eu lieu dans les eaux de Guadalcanal, en contribuant à achever le cuirassé rapide Hiei, et à détruire les transports amenant des renforts japonais.

#### Dans le Pacifique nord

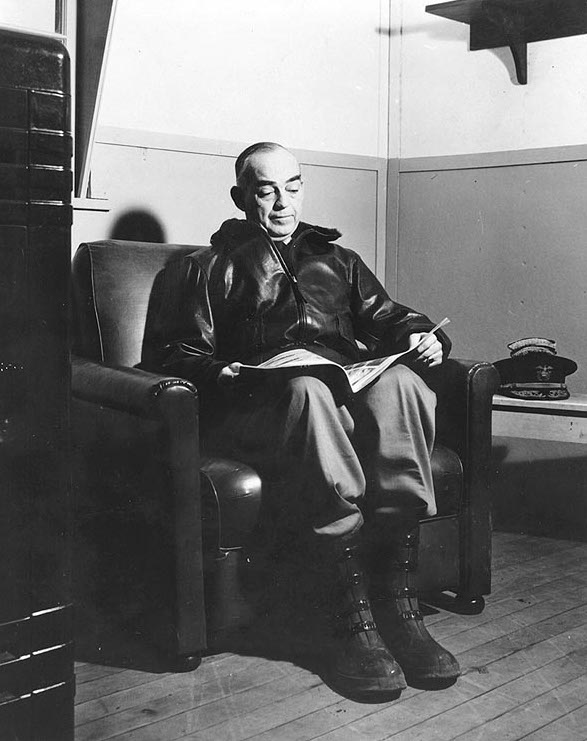
Kinkaid, commandant de la Force du Pacifique Nord, en train de lire dans ses quartiers d'Adak, dans les îles Aléoutiennes, le 14 mai 1943.

Le 4 janvier 1943 Kinkaid devient commandant de la Force du Pacifique Nord (COMNORPACFOR), car son prédécesseur, le contre-amiral Theobald n'avait pas su avoir des relations harmonieuses avec les autorités de l'U.S. Army. Les rapports de commandement dans le Pacifique Nord étaient, en effet, compliqués. Les forces navales dépendaient du Commandement de la Frontière maritime du Nord-Ouest du vice-amiral Fletcher. Les troupes de l'Alaska, y compris la 11e Air Force du brigadier général Butler, étaient commandés par le major-général Buckner qui dépendait du Commandement de Défense Ouest, exercé par le lieutenant-général John DeWitt. Le commandement de la Force du Pacifique Nord avait la responsabilité de la coordination de ces forces et de reprendre les îles de l'archipel des Aléoutiennes capturées par les Japonais. Il trouva l'Armée désireuse de coopérer, mais a rencontré plus de difficultés avec le contre-amiral Rockwell, commandant de la Force Amphibie de la Flotte du Pacifique, et plus tard de la IXe Force amphibie (IX AF). Francis Rockwell était un camarade de promotion de Kinkaid à Annapolis, qui avait une ancienneté comme contre-amiral supérieure à celle de Kinkaid.
La première décision importante du contre-amiral Kinkaid a été de contourner Kiska en faveur d'un assaut sur l'île Attu moins fortement défendue. Il a déplacé son QG à Adak pour être auprès ceux de Buckner et Butler. Cependant, la planification amphibie a été faite à San Diego par le contre-amiral Rockwell et son conseiller pour les Marines le Brigadier général Holland Smith. La bataille d'Attu était seulement la troisième opération amphibie américaine de la guerre. Elle a été gagnée au terme d'opérations rendues difficiles par les conditions climatiques polaires.
En juin 1943, Kinkaid a été promu au grade de vice-amiral, supprimant ainsi tous les doutes qui subsistaient quant à ses prérogatives et a reçu sa troisième Navy Distinguished Service Medal. L'invasion de Kiska a été réalisée comme prévu, en 1943, mais les Japonais l'avaient déjà évacuée. En septembre 1943, le vice-amiral Kinkaid a été remplacé par le vice-amiral Fletcher comme commandant de la Force du Pacifique Nord.

#### À la tête de “la Marine de MacArthur”

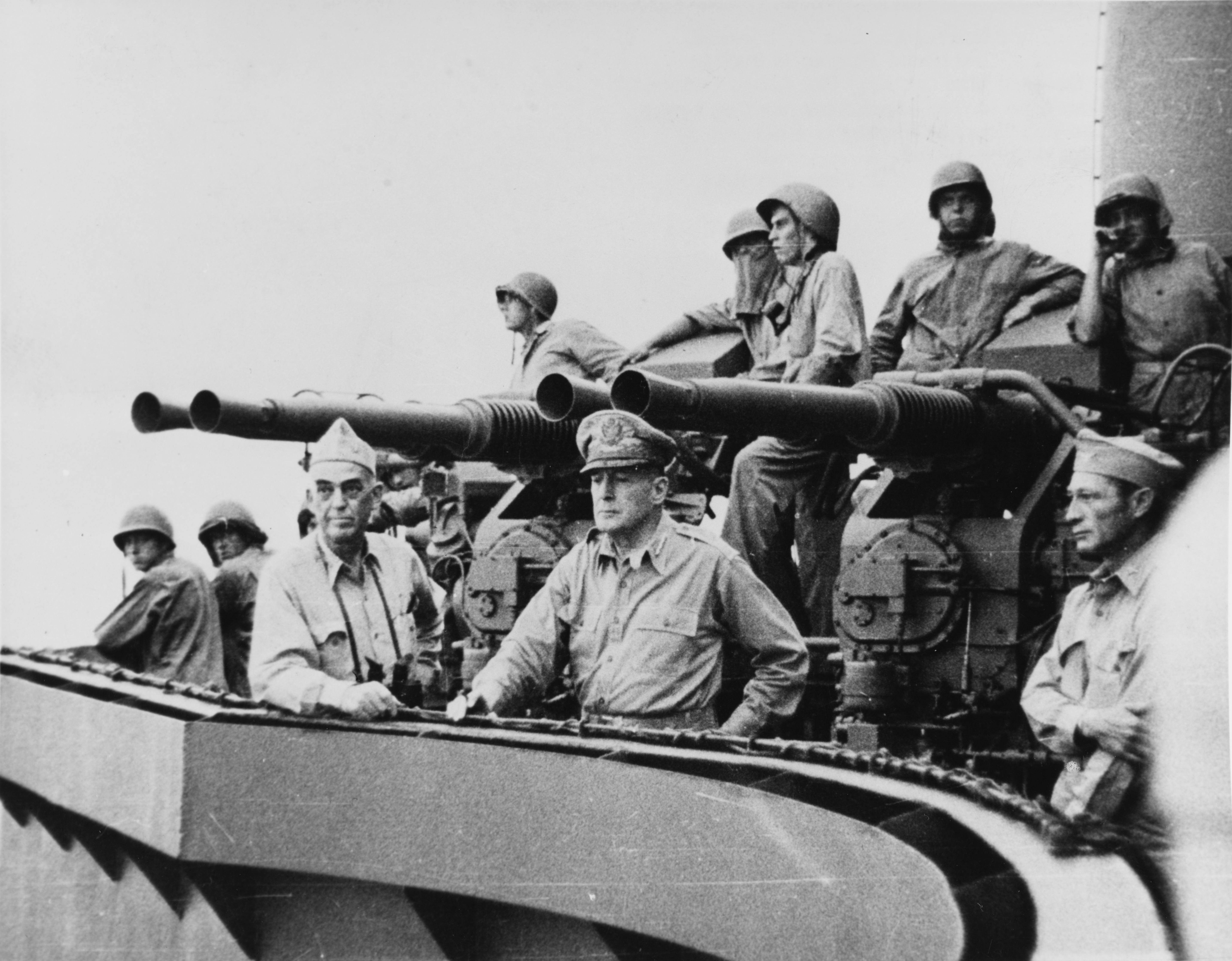
Le vice-amiral Kinkaid et le général MacArthur, sur la passerelle de l' devant Manus, le 28 février 1944

##### Pendant la campagne de Nouvelle-Guinée
En fin novembre 1943, le vice-amiral Kinkaid a remplacé le vice-amiral Carpender en tant que commandant des Forces navales alliées de la Zone du Pacifique Sud-Ouest, et de la VIIe Flotte, connue comme "la Marine de MacArthur". Le général MacArthur avait demandé à deux reprises qu'Arthur Carpender soit relevé de son commandement. La désignation du vice-amiral Kinkaid était une décision de l'amiral King, commandant en chef de la Flotte des États-Unis, en fonction de l'expérience acquise par Kinkaid dans le Pacifique Nord, mais sans consultation préalable du général MacArthur et du gouvernement australien, comme cela aurait dû être le cas. Cette nomination fut néanmoins agréée par le général MacArthur et par le Premier ministre australien. Dans son nouveau rôle, et comme son prédécesseur, le vice-amiral Kinkaid eut deux fonctions : en tant que Commandant de la VIIe Flotte, il était responsable devant l'amiral King, mais en tant que commandant des Forces navales alliées dans la Zone du Pacifique Sud-Ouest, il relevait du général MacArthur. Les opérations ont été menées sur la base de la «coopération mutuelle» plutôt que «l'unité de commandement».

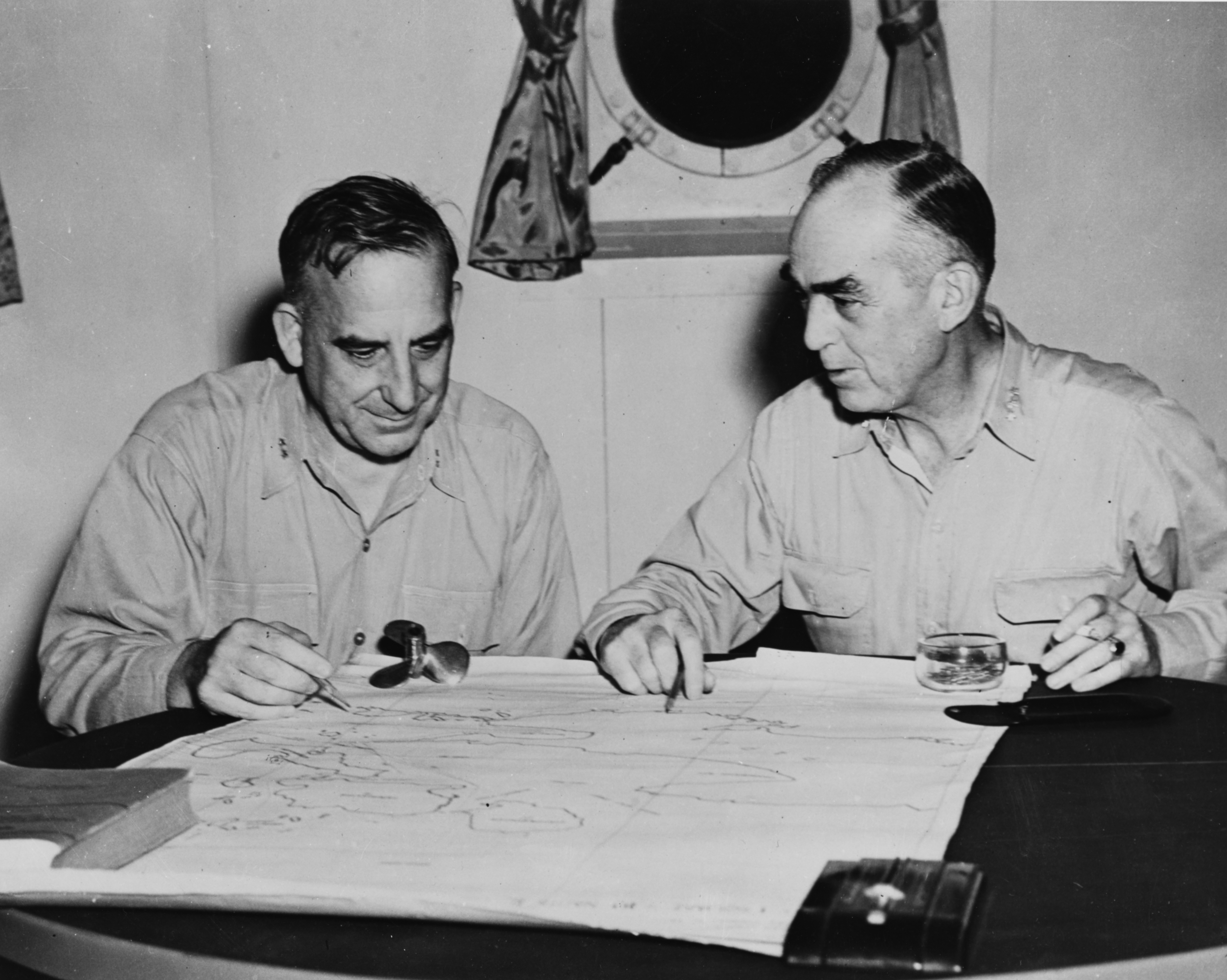
Le vice-amiral Kinkaid et le contre-amiral Barbey (à gauche) en janvier 1944

Sous le commandement du vice-amiral Kinkaid, on trouvait des croiseurs dans la Task Force 74, sous le contre-amiral Sir Victor Crutchley, et dans la Task Force 75 sous le contre-amiral Berkey. La Force Amphibie VII (VII AF), sous le contre-amiral Barbey constituait la Task Force 76. Jusqu'à la mi-1944, le rôle principal de la VIIe flotte a été de couvrir l'avance des troupes de MacArthur le long de la côte nord de la Nouvelle-Guinée dans une série de 38 opérations amphibies, habituellement dirigées par le contre-amiral Barbey. Le vice-amiral Kinkaid a accompagné le général MacArthur pour le débarquement dans les îles de l'Amirauté, où ils ont débarqué quelques heures après les troupes d'assaut. Avec 215 navires, en avril 1944, les opérations Reckless et Persécution ont constitué le plus grand ensemble d'opérations dans les eaux de Nouvelle-Guinée. Elles ont été suivies en succession rapide par quatre autres opérations, à Wakde, Biak, Noemfoor et Sansapor.

##### Pendant la bataille du golfe de Leyte
Le choix d'attaquer les Philippines, en octobre 1944, a fait l'objet de négociations ardues entre le général MacArthur, qui tenait à honorer sa promesse de 1942 (« I shall return »), et l'amiral Nimitz, qui aurait préféré attaquer Formose, ce qui est remonté au niveau du Président Franklin D. Roosevelt lui-même. Finalement un compromis a été trouvé, pour un débarquement aux Philippines par les forces du général MacArthur, avec le soutien des forces navales du Pacifique central. La VIIe Flotte a été massivement renforcée par la IIIe Flotte. Le vice-amiral Kinkaid avait sa marque sur l'USS Wasacht, à la tête de la Task Force 77, avec la Force Amphibie VII du contre-amiral Barbey, désignée comme Task Force 78, rejoints par la Force Amphibie III du vice-amiral Théodore S. Wilkinson de la Flotte du Pacifique en tant que Task Force 79. Dans la TF 77, un Groupe d'Appui Feu (TG 77.2), transféré de la IIIe Flotte, était constitué autour de six cuirassés anciens dont cinq avaient survécu à l'attaque de Pearl Harbor, de cinq croiseurs, de 26 destroyers et de 39 vedettes rapides (PT boats). Le Task Group d'Appui Rapproché (TG 77.3), avec trois croiseurs, était l'ancienne TF 74. Le Task Group d'Appui de Porte-Avions (TF 77.4) du contre-amiral Thomas L. Sprague, transféré de la IIIe Flotte, était constitué de quatorze porte-avions d'escorte,. Cependant, la Task Force des Porte-avions Rapides du vice-amiral Mitscher, qui devait assurer la couverture éloignée de l'ensemble, avec seize porte-avions rapides (huit porte-avions d'escadre et huit porte-avions légers), six cuirassés modernes, et quinze croiseurs restait rattachée comme Task Force 38 à la IIIe Flotte, aux ordres de l'amiral Halsey, ne dépendant pas du général MacArthur, mais de l'amiral Nimitz, commandant en chef de la Flotte du Pacifique, qui avait son QG à Pearl Harbor. Cette organisation qui faisait théoriquement remonter à Washington la coordination des forces engagées dans une opération aux Philippines, n'était pas sans inconvénients, ne fût-ce qu'en termes de communications.
Les ordres de l'amiral Nimitz à l'amiral Halsey ne hiérarchisaient pas nettement les missions entre la protection de la flotte de débarquement et la destruction de la flotte de bataille ennemie. Ils étaient rédigés en termes généraux, renvoyant à l'initiative des commandants des IIIe et VIIe Flotte pour ce qui était des modalités de la coordination : « Les mesures nécessaires pour une coopération détaillée entre les forces (...) seront arrangées par leurs commandants respectifs ». Tout ceci a conduit à l'épisode le plus controversé de la bataille du golfe de Leyte.
Trois forces japonaises ont été repérées convergeant vers le golfe de Leyte. Attaquée par deux sous-marins, qui ont coulé deux croiseurs et en ont mis un troisième hors de combat dans la nuit du 22 au 23 octobre, une puissante force, comprenant encore cinq cuirassés et sept croiseurs lourds, a été repérée par l'aviation embarquée, dès le 23 octobre, en route vers le détroit de San-Bernardino. Elle a été désignée par les Américains comme la “Force centrale”. Elle était aux ordres du vice-amiral Kurita. Deux groupes, l'un avec deux cuirassés et un croiseur lourd, commandé par le vice-amiral Nishimura et l'autre avec deux croiseurs lourds et un croiseur léger, commandé par le vice-amiral Shima, ont été repérés, le 24 octobre au matin, plus au sud, en mer de Sulu, faisant route vers le détroit de Surigao. En revanche aucun porte-avions n'avait été repéré, ce qui inquiétait beaucoup l'amiral Halsey.
Les porte-avions de la Task Force 38 ont multiplié les attaques sur la “Force centrale” de Kurita, à la bataille de la mer de Sibuyan, le 24 octobre. Dans l'après-midi, le cuirassé géant Musashi coulant bas et un croiseur lourd hors de combat, elle a été signalée faisant demi-tour,. Dans une décision controversée, l'amiral Halsey a conclu que ce n'était plus une menace et il a décidé de faire route au nord, avec toute la TF 38 se trouvant sur site pour intercepter une force (désignée comme la “Force du Nord”) comprenant au moins quatre porte-avions, enfin repérée (et surévaluée) au nord-est de Luçon. L'amiral Halsey a alors signalé son intention de constituer une nouvelle Task Force (TF 34), aux ordres du vice-amiral Lee, composée de quatre cuirassés, de sept croiseurs et deux divisions de destroyers. Averti, la nuit faite, que la “Force centrale” de Kurita avait repris le chemin du détroit de San-Bernardino, il a estimé que ce n'était qu'une manifestation du comportement japonais « à la Guadalcanal » de poursuivre avec obstination l'exécution d'ordres impériaux ayant des buts inatteignables, et il a continué d'avancer cap au nord, à 25 nœuds. De son côté, le vice-amiral Kinkaid a indiqué qu'il prenait ses dispositions pour repousser la “Force du Sud”, des vice-amiraux Nishimura et Shima, se rapprochant du détroit de Surigao. Mais le vice-amiral Kinkaid, en raison d'un malentendu, a cru que la nouvelle TF 34 devait garder le détroit de San-Bernardino, alors que l'amiral Halsey ne songeait pas à diviser ses forces, mais souhaitait économiser ses porte-avions pour achever les navires japonais avariés.
Dans la bataille du détroit de Surigao, Kinkaid a engagé, contre les Japonais, les Tasks Groups TG 77.2 et 77.3, aux ordres du contre-amiral Oldendorf avec ses cuirassés, ses croiseurs, ses destroyers et ses vedettes rapides. Le contre-amiral Oldendorf a « barré le T » de la force du vice-amiral Nishimura et écrasé les cuirassés japonais, qui ont disparu avec tout leur équipage. Ce fut le dernier affrontement de cuirassés de l'histoire, seul le destroyer Shigure y a survécu. Le vice-amiral Shima qui s'est avancé dans le détroit de Surigao alors que la bataille était finie, n'a pas tardé à faire demi-tour. La VIIe Flotte a perdu seulement une vedette rapide (PT-493), avec 3 morts et 20 blessés. Dans les Task Groups d'Oldendorf, seul le destroyer Albert W. Grant a été touché, principalement par des tirs fratricides. Le total des pertes alliées était de 39 tués et 114 blessés.

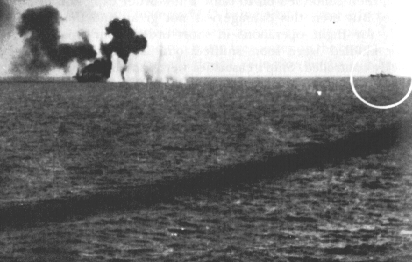
Le porte-avions sous le feu de bâtiments japonais, dont un croiseur lourd est visible à l'horizon à droite

Mais le lendemain matin, vers 6 h 45, six porte-avions d'escorte de l'unité TU 77.4.3, commandés par le contre-amiral Clifton Sprague, ont été pris sous le feu des cuirassés et des croiseurs du vice-amiral Kurita. Malgré la pugnacité extraordinaire de leur aviation embarquée et de leur escorte de destroyers, les choses sont allées très vite de mal en pis pour ces petits porte-avions. L'USS Gambier Bay a été coulé par le croiseur lourd Chikuma, les destroyers USS Hoel, USS Johnston et le destroyer d'escorte USS Samuel B. Roberts ont été envoyés par le fond. Ne disposant pas de forces susceptibles de s'opposer efficacement sans délai aux puissants bâtiments du vice-amiral Kurita, le vice-amiral Kinkaid a multiplié les appels au secours, pour faire intervenir les navires qui, croyait-il, gardaient le débouché du détroit de San-Bernardino. C'est, en fait, la décision, assez inexplicable, du vice-amiral Kurita, de suspendre son attaque, vers 9 h 30, qui a sauvé les bâtiments du contre-amiral Clifton Sprague d'un désastre imminent.

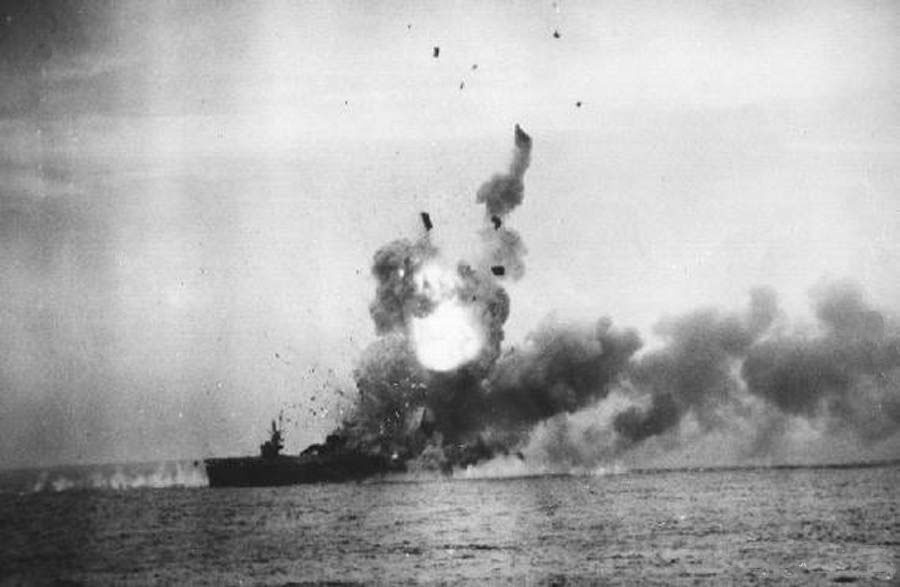
L', porte-avions d'escorte de la VIIe Flotte, explose après une des premières attaques d'avion-suicide

Le combat a continué, l'aviation embarquée de la VIIe Flotte est venue à bout de quatre croiseurs lourds japonais, mais plusieurs porte-avions d'escorte ont été endommagés et l'USS St. Lo coulé, par les premières attaques kamikaze menées par l'aviation basée sur les aérodromes des Philippines. Le vice-amiral Kinkaid persistant à envoyer des messages alarmistes, vers 10 h, l'amiral Nimitz a signalé à l'amiral Halsey « Où est la Task Force 34? ». Alors que la TF 34, au sein de laquelle le cuirassé USS New Jersey portait la marque de l'amiral Halsey, était à environ quarante nautiques de trois porte-avions du vice-amiral Ozawa immobilisés par l'aviation embarquée de la TF 38, au large du cap Engaño, l'amiral Halsey s'est résigné à faire demi-tour et à mettre cap au sud, avec le TG 38.2 du contre-amiral Bogan. Mais le temps d'achever le ravitaillement des destroyers, pour leur permettre de marcher plusieurs heures à grande vitesse, les cuirassés rapides américains n'ont pas réussi à intercepter la “Force Centrale” japonaise avant qu'elle embouque, dans la nuit, le détroit de San-Bernardino. Pendant ce temps, avec les deux Task Groups qui lui restait, le vice-amiral Mitscher a achevé les porte-avions du vice-amiral Ozawa encore à flot.

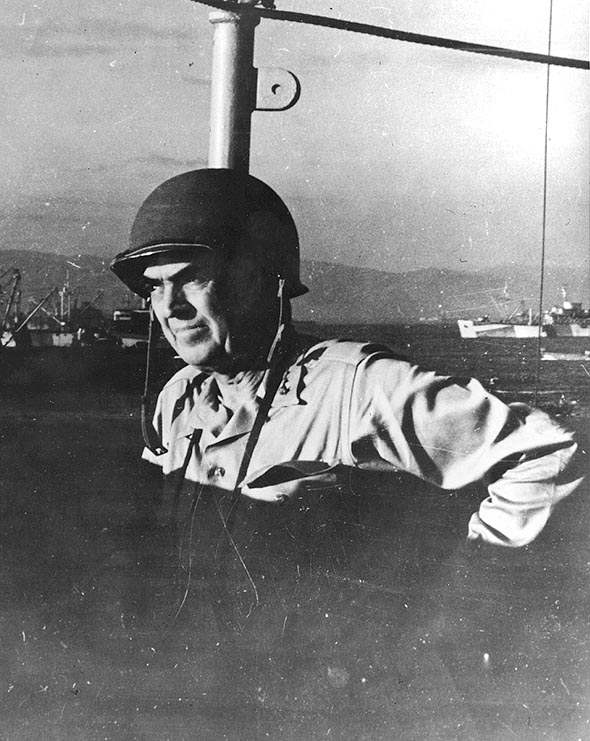
Le vice-amiral Kinkaid surveille les opérations de débarquement dans le golfe de Lingayen, depuis la passerelle de son navire amiral, l' USS Wasatch, le 9 janvier 1945

À la suite de la disparition de la puissance navale japonaise dans la région, la Septième Flotte de Kinkaid a soutenu les campagnes de terrain aux Philippines et à Bornéo. Elle a eu à subir de nombreuses attaques-suicides, qui ont coulé le 4 janvier, en mer de Sulu, le porte-avions d'escorte Ommaney Bay. En route vers le golfe de Lingayen en vue d'un débarquement, le cuirassé USS New Mexico et le croiseur lourd USS Louisville ont été atteints par des attaques de kamikaze le 5 et le 6 janvier, au cours desquelles deux amiraux ont été tués sur la passerelle du croiseur.
Le vice-amiral Kinkaid a été promu amiral le 3 avril 1945. Après que la guerre du Pacifique a pris fin en août 1945, la Septième Flotte a aidé à débarquer des troupes en Corée et au nord de la Chine pour occuper ces zones et rapatrier les prisonniers de guerre alliés. Kinkaid a choisi de ne pas débarquer des troupes à Yantai comme initialement demandé parce que la ville était aux mains de la Huitième Armée communiste. Tsingtao a été substitué à la place. Il a été décoré de la Légion du Mérite par le commandant en Chine, le lieutenant-général Albert Coady Wedemeyer,

### Après-guerre
L'amiral Kinkaid a servi en tant que représentant naval avec la Commission nationale de formation à la sécurité de 1951 jusqu'à son abolition en 1957. Il a également siégé à la Commission American Battle Monuments pendant quinze ans, à compter de 1953. À ce titre, il a participé à l'inauguration du Cimetière américain et mémorial de Cambridge, Brittany American Cemetery et mémorial, cimetière du Rhône américain et mémorial, cimetière américain de Manille et Memorial et le Mémorial de la côte Est. Il a également effectué une visite en Australie et en Nouvelle-Zélande en 1951. Jusqu'en 1961, il a assisté aux réunions annuelles organisées pour célébrer l'anniversaire du général MacArthur, le 26 janvier, rejoignant MacArthur et ses anciens collègues, y compris Walter Krueger et George Kenney.
Thomas C. Kinkaid est décédé à l'hôpital naval de Bethesda, le 17 novembre 1972 et a été enterré avec les honneurs militaires au cimetière national d'Arlington, le 21 novembre.
Son nom a été donné à un destroyer de la classe Spruance, l'USS Kinkaid (DD-965), en service de 1976 à 2003.

### En anglais
- (en) E. M. Cherpak, The Memoirs of Admiral H. Kent Hewitt, Newport (Rhode Island), Naval War College Press, 2004 (ISBN 1-884733-20-4, OCLC 474158793)
- (en) John B. Lundstrom, The First South Pacific Campaign : Pacific Fleet Strategy December 1941 – June 1942, Annapolis (Maryland), Naval Institute Press, 1976, 240 p. (ISBN 0-87021-185-4)
- (en) John B. Lundstrom, The First Team : Pacific Naval Air Combat from Pearl Harbor to Midway, Annapolis (Maryland), Naval Institute Press, 1984, 547 p. (ISBN 1-59114-471-X)
- (en) John B. Lundstrom, First Team and the Guadalcanal Campaign : Naval Fighter Combat from August to November 1942, Annapolis (Maryland), Naval Institute Press, 1994, 626 p. (ISBN 1-59114-472-8)
- (en) John B. Lundstrom, Black Shoe Carrier Admiral : Frank Jack Fletcher at Coral Sea, Midway, and Guadalcanal, Annapolis (Maryland), Naval Institute Press, 2006, 638 p. (ISBN 1-59114-475-2)
- (en) Samuel Eliot Morison, The Struggle for Guadalcanal, August 1942 – February 1943, Boston, Little, Brown and Company, coll. « History of United States Naval Operations in World War II », 1948 (OCLC 18472361)
- (en) Samuel Eliot Morison, Coral Sea, Midway and Submarine Actions, May 1942 – August 1942, Boston (Massachusetts), Little, Brown and Company, coll. « History of United States Naval Operations in World War II », 1949 (OCLC 499680479)
- (en) Samuel Eliot Morison, Breaking the Bismarcks Barrier : 22 July 1942–1 May 1944, Boston (Massachusetts), Little, Brown and Company, coll. « History of United States Naval Operations in World War II », 1950 (OCLC 10310299)
- (en) Samuel Eliot Morison, The Aleutians, Gilberts and Marshalls, June 1942 – April 1944, Boston (Massachusetts), Little, Brown and Company, coll. « History of United States Naval Operations in World War II », 1951 (OCLC 52192323)
- (en) Samuel Eliot Morison, New Guinea and the Marianas, March 1944 – August 1944, Boston (Massachusetts), Little, Brown and Company, coll. « History of United States Naval Operations in World War II », 1953 (OCLC 60250702)
- (en) Samuel Eliot Morison, Leyte, June 1944 – January 1945, Boston (Massachusetts), Little, Brown and Company, coll. « History of United States Naval Operations in World War II », 1958 (OCLC 52204538)
- (en) Clark G. Reynolds, Famous American Admirals, Annapolis (Maryland), Naval Institute Press, 1978, 446 p. (ISBN 1-55750-006-1, OCLC 3912797)
- (en) Gerald E. Wheeler, Kinkaid of the Seventh Fleet : A Biography of Admiral Thomas C. Kinkaid, U.S. Navy, Washington, Naval Historical Center, 1994, 531 p. (ISBN 0-945274-26-2, OCLC 31078997, lire en ligne)
- (en) C. Vann Woodward, The battle for Leyte Gulf, New York, Ballantine Books, 1947
- (en) H. T. Lenton, American Battleships, Carriers, and Cruisers : Navies of the Second World War, Doubleday & Co., 1968, 160 p. (ISBN 978-0-356-03005-0).

### En français
- Philippe Masson, Histoire des batailles navales : de la voile aux missiles, Paris, Éditions Atlas, 1983, 224 p. (ISBN 2-7312-0136-3)
- Antony Preston (trad. de l'anglais), Histoire des porte-avions, Paris, Fernand Nathan éditeurs, 1980, 191 p. (ISBN 2-09-292040-5)
- Antony Preston, Histoire des croiseurs, Paris, Fernand Nathan éditeurs, 1981, 191 p. (ISBN 978-2-09-292027-5)
- Oliver Warner, Geoffrey Bennett, Donald G.F.W. Macyntire, Franck Uehling, Desmond Wettern, Antony Preston et Jacques Mordal, Histoire de la guerre sur mer des premiers cuirassés aux sous-marins nucléaires, Bruxelles, Elsevier Sequoia, 1976 (ISBN 2-8003-0148-1)